# Виксозеро (озеро, Кемский район)
Виксозеро (устар. Викс-озеро (Викси, Викс)) — озеро на территории Куземского сельского поселения Кемского района Республики Карелия.

## Общие сведения
Площадь озера — 6,2 км², площадь водосборного бассейна — 147 км². Располагается на высоте 99,1 метров над уровнем моря.
Форма озера лопастная, продолговатая; вытянуто с запада на восток. Берега каменисто-песчаные, местами заболоченные.
Также в озеро втекают две протоки: с запада — Пурнручей, вытекающий из озера Пурнозеро и с юго-востока — протока без названия, текущая из озера Рудометово.
Через озеро протекает Кадиречка, впадающая в реку Поньгома.
Населённые пункты и автодороги возле озера отсутствуют. Ближайший — посёлок Шомба — расположен в 21,5 км к юго-западу от озера.
Код объекта в государственном водном реестре — 02020000711102000003832.